# 閔都凞
閔都凞（韓語：민도희，1994年9月25日—），韓國女演員，前女子組合Tiny-G成員。

## 演出作品

### 電視劇
- 2013年：tvN《請回答1994》飾演 趙允眞 [2]
- 2014年：EBS《冥王星秘密決死隊》飾演 便利店客人
- 2014年：MBC《媽媽的庭院》飾演 夏利羅
- 2014年：MBC《無限夢MBC》
- 2014年：MBC Every1《合宿24號房》飾演 閔都凞
- 2014年：KBS《明日如歌》飾演 崔敏熙
- 2015年：tvN《豪苟的愛》
- 2015年：MBC《媽媽》飾演 孔順伊
- 2016年：JTBC《玉氏南政基》飾演 Emily
- 2016年：SBS《戲子》飾演 露娜
- 2016年：JTBC《魔女寶鑑》飾演 順德
- 2017年：KBS2《內衣少女時代》飾演 沈愛淑 [3]
- 2018年：OCN《操心》飾演 張素娜 [4]
- 2018年：JTBC《我的ID是江南美人》飾演 吳賢貞 [5]
- 2018年：JTBC《先熱情地打掃吧》飾演 閔珠妍 [6]
- 2020年：MBC《365：逆轉命運的1年》飾演 閔珠英
- 2020年：KBS2《契約友情》飾演 崔美羅
- 2021年：MBC《哈囉！真熙》飾演 曹斗娜

### 網路劇
- 2019年：《IN SEOUL》
- 2020年：《IN SEOUL 2》
- 2022年：Disney+《警校菜鳥》飾演  禹珠英

### 電影
- 2014年：《隧道3D》
- 2015年：《隱秘的誘惑（朝鲜语：은밀한_유혹_(2015년_영화)）》
- 2017年：《爸爸是女兒（朝鲜语：아빠는_딸）》
- 2021年：《茲山魚譜》饰演 福丽

### MV
- 2014年：Break Away《Tae.1》

### 綜藝節目
- 2013年：On Style《Fashion Killa》
- 2015年：JTBC《我獨自戀愛中》 [7]

## 獲獎
- 2014年：第7屆韩国电视剧大奖—女子新人賞、最佳Couple獎

## 外部連結
- 閔都凞的X（前Twitter）
- 閔都凞的Instagram帳戶
- 閔都凞在NAVER上的资料
- 閔都熙官方Cafe （页面存档备份，存于）